# Amundsen (cratera)

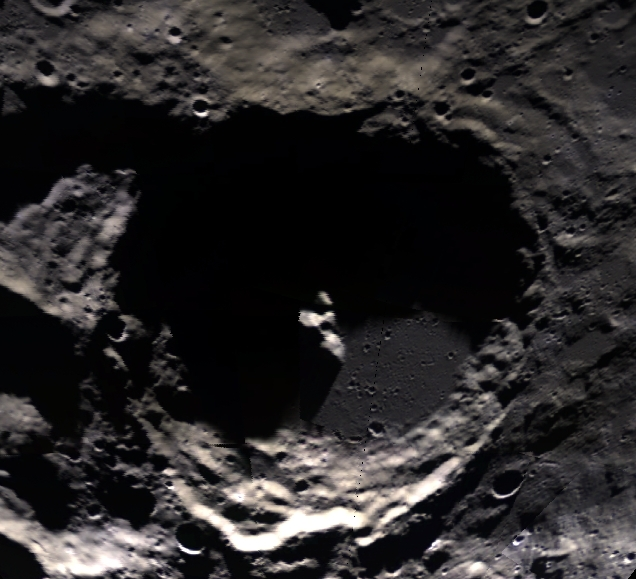
Cratera de Amundsen.

A cratera de Amundsen é uma cratera lunar de 103,4 km de diâmetro, localizada próxima ao Pólo Sul da Lua . 
Foi assim chamada em homenagem ao explorador polar norueguês Roald Amundsen (1872-1928). 
| Amundsen | Latitude | Longitude | Diâmetro |
| -------- | -------- | --------- | -------- |
| A        | 81.8° S  | 83.1° E   | 74 km    |
| C        | 80.7° S  | 83.2° E   | 27 km    |